# Pine Grove (Wirginia Zachodnia)
Pine Grove – miasto w Stanach Zjednoczonych, w stanie Wirginia Zachodnia, w hrabstwie Wetzel.